# Jorge Inostrosa Cuevas
Jorge Inostrosa Cuevas (Iquique, 1919-Santiago, 5 de enero de 1975) fue un novelista, biógrafo, periodista y guionista de radio, teatro y televisión chileno. Según su propio testimonio, «vivió para escribir y de lo que ganaba escribiendo». Al morir, tenía más de treinta títulos a su haber, además de una importante cantidad de guiones para cine, radio y televisión, letras de canciones y poemas.

## Vida familiar y estudios
Fue hijo de un abogado y de una profesora de historia, concertista en piano y poetisa. Quedó huérfano de padre a los trece años de edad y, con su madre y cinco hermanos, se instaló en Santiago, donde trabajó para costear su enseñanza. Estudió en el Internado Nacional Barros Arana y, posteriormente, la carrera de pedagogía en historia, que no concluyó.
Era agnóstico, carrerista y amante del boxeo. A fines de la década de 1930, conoció en San Bernardo a Violeta Wood, con quien se casó y tuvo dos hijas: Verónica y Francisca Javiera.
Fue nombrado agregado cultural en los gobiernos de Eduardo Frei Montalva, en Colombia (1964-1970), y Augusto Pinochet. Falleció de un accidente vascular a los 56 años en Santiago el 5 de enero de 1975.

## Carrera en la radio y televisión
Aunque se desempeñó como profesor universitario, por más de un cuarto de siglo trabajó en la radiofonía y sus programas fueron transmitidos por la BBC. Fue director de radioteatros en Chile y Argentina —en este último país, fue redactor en el departamento de Radio de Sydney Ross, donde nació el radioteatro, y trabajó con Hugo del Carril, a quien asesoró históricamente para su filme La Quintrala, doña Catalina de los Ríos y Lisperguer (1955)—, y de programas de televisión en Argentina y Colombia. Viajó por toda América Latina para empaparse de los lugares donde más tarde desarrolló sus escritos.
En Radio Corporación, creó y transmitió El gran teatro de la historia con una compañía de actores que bajo su dirección y con sus libretos dio vida a episodios de la historia de Chile y a sus héroes en radioteatros. En esa radioemisora en 1948, estrenó su obra Adiós al Séptimo de Línea, uno de los programas más exitosos de la radiofonía chilena. Posteriormente, fue convertida en la novela homónima e inspiró una historieta, creación de Isidro Arteaga en 1960, una pieza musical, el álbum ¡Al 7° de Línea! del grupo Los Cuatro Cuartos en 1966, y una serie de televisión en 2010.

## Carrera literaria
Dictaba sus libros y hasta sus guiones para radio, los que salían al aire casi sin correcciones. A principios de la década de 1950, transformó sus libretos en libros. En 1955 publicó su libro más conocido, Adiós al Séptimo de Línea, una novela en cinco tomos —La frontera en llamas, Las cruces del desierto, Los infantes de bronce, Los batallones olvidados y El regreso de los inmortales— basada en el guion para radioteatro que se había transmitido con mucho éxito en la radiofonía chilena a fines de los años 1940. Según señaló El Mercurio el día de su muerte, de esta novela vendió «más de cinco millones de ejemplares, [con lo cual] el libro constituyó uno de los más grandes best-sellers de la historia literaria del país». Diversos medios de prensa han estimado el número total de copias vendidas entre cinco y siete millones.

## Obras
Aunque  muchos de sus escritos no fueron editados, se hicieron conocidos a través de la radio. Sus guiones aún inéditos forman parte de un ideario común de la historia de Chile y sus personajes. Entre sus libros publicados destacan:
- Adiós al Séptimo de Línea (5 tomos), 1955.
- Bajo las banderas del Libertador (3 tomos), 1959.
- Hidalgos del mar, Prat y Grau, 1959.
- El corregidor de Cal y Canto, 1960.
- La justicia de los Maurelio, 1961.
- El rescatado por Dios, 1962.
- Fantasmas y retratos de la tradición, 1963.
- Los húsares trágicos (4 tomos), 1965.
- Huella de siglos, 1966.
- Se las echó el Buin, 1970.
- Hotu el Oceánico, 1971.
- Pueblo de Techos Negros, 1971.
- Siempre una mujer, 1974.
- El ministro Portales, 1974. El colofón de la primera edición dice: "Este libro se terminó de imprimir en los talleres de la Editora Nacional Gabriela Mistral Ltda.,(...) en el mes de agosto de 1974".